# タラーインの戦い
タラーインの戦いは、北インドに侵入したイスラーム系のゴール朝とラージプート諸王の連合軍との間で戦われた戦闘。1191年と1192年の2度にわたって行われ、イスラム勢力の北インド侵入の大きな転機となった。

## 戦闘の背景
北インドでは6世紀頃グプタ朝が滅びた後、政治的分裂状態になり、ヴァルダナ朝が一時強勢を誇ったもののすぐに瓦解し、ラージプートの諸王朝が乱立していた。そんな中、アフガニスタンの地にテュルク系ムスリムによるガズナ朝が成立すると、スルタンであるマフムードに率いられたガズナ軍はパンジャーブ地方への侵入を始めた。マフムード率いるガズナ軍は各地で連戦連勝し、ガズナ朝は莫大な富を得たものの、マフムードの最大の関心事は中央アジアにあり、インド侵入の目的はそのための富の略奪であったことから、領土の拡大に関しては消極的であった。そのため、1030年のマフムードの死後は、ガズナ軍による北インドの侵入はほぼなくなり、北インドはラージプートの諸王朝が割拠する状態に戻った。しかし、それまで一地方政権に過ぎなかったゴール朝が勢力をのばすとガズナ朝はパンジャーブ地方のラホールに逃れ、北インドの諸国に再び緊張が走った。ゴール朝は1186年にガズナ朝を滅ぼし、ホラズム・シャー朝など周囲の諸勢力を破って勢力を拡大した後、再び北インドへの侵入を始めた。

## 戦闘の結果
ゴール朝の君主ギヤースッディーン・ムハンマドの弟シハーブッディーン (ムイッズッディーン、ムハンマド・ゴーリーとも）の指揮下にインドへ侵入を始めたゴール軍は、ガズナ朝と違い北インドの永続的支配を目的としていた。ラージプートの諸王朝はかろうじてチャーハマーナ朝のプリトヴィーラージ3世のもとに結集し、1191年にデリーの近くタラーインで激突し、このときはなんとかラージプート連合軍が勝利した。しかし翌年再び侵入してきたゴール軍に対して連合軍は団結して抵抗できず、プリトヴィーラージ3世はゴール軍に囚われ殺された。この戦闘で勝利を収めたゴール軍はデリーを陥し、最終的にはベンガル湾にまで兵を進め、北インド統一を成し遂げた。